# Жена сознаётся
«Жена сознаётся» (иной вариант перевода — «Жена признаётся» яп. 妻は告白する, цума ва кокухаку суру; англ. A Wife Confesses) — японский чёрно-белый фильм-драма 1961 года режиссёра Ясудзо Масумуры по роману Масая Маруяма. Одна из самых интригующих работ известного представителя Новой Волны японского кино 1960-х снята на стыке нескольких жанров: драмы, мелодрамы, психологического триллера и нуара. Фильм участвовал в национальном фестивале искусств 1961 года.

## Сюжет
Молодая вдова Аяко Такигава привлечена к уголовной ответственности за убийство мужа, совершённого во время альпинистского восхождения в японских Альпах. Что же на самом деле произошло?
Рёкити Такигава, мужчина в годах, он страстный любитель альпинизма и отправившись в горы Северные Хотака, что в префектуре Нагано, берёт с собой на покорение вершин жену Аяко и своего юного друга Осаму Кода. С последним его связывали не только дружеские, но и деловые отношения. Кода является сотрудником страховой компании и буквально незадолго до этого застраховал жизнь Рёкити Такигавы на сумму в 5 000 000 иен. Во время восхождения по опасной отвесной скале Рёкити в результате плохо закреплённого крепления срывается в пропасть, увлекая за собой жену. Удержать их двоих удаётся молодому Осаме Кода, так как все они связаны одной верёвкой. Но и ему очень тяжело держать двоих. Ещё немного и они полетят вниз все трое. Аяко, будучи посредине между находящимся сверху на скале Кода и болтающимся внизу мужем принимает решение отрезать верёвку, тем самым спасая жизнь двоим, но погубив супруга.
Общественность и пресса настроены против молодой и красивой вдовы, уже заранее повесив на неё клеймо убийцы мужа. Прокурор также настаивает на преднамеренном убийстве, совершённом с целью получения большой страховки. А Осаму Кода подозревают в любовных отношениях с подсудимой, тем более сама Аяко на суде призналась, что не любила грубого и властного супруга. Так что же было на самом деле — роковое стечение обстоятельств, или преднамеренное убийство в результате сговора молодых любовников?
У Осамы Кода есть любимая девушка Риэ, с которой он помолвлен. Однако в результате судебного процесса он проникается сначала жалостью к Аяко, а затем и влюбляется в неё, вследствие чего разрывает отношения с Риэ.
Судья выносит Аяко оправдательный приговор. Вдова сразу же покупает роскошные апартаменты и приглашает к себе Осаму. Но теперь он не верит ей, считая, что она действительно вела двойную игру, обведя вокруг пальцев и суд и его самого. Он покидает её и хочет восстановить свои отношения с Риэ.
Аяко, убившая мужа ради обретения новой любви с Осамой, опустошена и кончает с собой. Закономерны финальные слова Риэ, сказанные Осаме: «Женщины готовы на всё ради любви. Я восхищаюсь ею… ты убил её. Пусть она убийца, но ты тоже убийца. Прощай, я не желаю больше тебя видеть».

## В ролях
- Аяко Вакао — Аяко Такигава
- Хироси Кавагути — Осаму Кода
- Эйтаро Одзава — Рёкити Такигава
- Харуко Мабути — Риэ Мунэката
- Дзюн Нэгами — адвокат Сугияма
- Хидэо Такамацу — прокурор Касаи

## Премьеры
— национальная премьера фильма в Японии состоялась 29 октября 1961 года.

## Награды и номинации
Премия «Голубая лента»
- 12-я церемония награждения (1962)

- Премия лучшей актрисе 1961 года — Аяко Вакао (за роли в трёх фильмах — «Жена сознаётся», «Женщины рождаются дважды», реж. Юдзо Кавасима и «Брачный возраст», реж. Кодзабуро Ёсимура).

Премия журнала «Кинэма Дзюмпо» (1962)
- Премия лучшей актрисе 1961 года — Аяко Вакао (за роли в двух фильмах — «Жена сознаётся» и «Женщины рождаются дважды»)..
- Номинация на премию за лучший фильм 1961 года, однако по результатам голосования кинолента заняла лишь 17 место.

## О фильме
Ныне западной кинокритикой фильм признаётся в качестве одной из наиболее известных и ключевых работ режиссёра, хотя ранее кинолента была в тени других его широко известных работ «Свастика», 1964; «Татуировка», 1966 и «Красный ангел», 1966.

## Комментарии
1. ↑  Чаще на сайтах в рунете можно встретить вариант перевода «Жена признаётся», однако недавно фильм появился в сети на торрент-трекерах в русском переводе под названием «Жена сознаётся».